# Église Saint-Julien-l'Hospitalier de Maizières-lès-Brienne
L'église Saint-Julien-l'Hospitalier est une église située à Maizières-lès-Brienne, en France.

## Localisation
L'église est située sur la commune de Maizières-lès-Brienne, dans le département français de l'Aube.

## Historique
L'édifice est inscrit au titre des monuments historiques en 1926.